# 阿博特島
64°6′S 62°8′W / 64.100°S 62.133°W
阿博特島（英語：Abbott Island）是南極洲的島嶼，位於帕默群島的布拉班特島東北面，處於戴維斯島以西2公里，屬於帕默群島的一部分，現時由南極條約體系管理。